# Jimmy Santos
Jimmy Santos (Montevideo, 1953) es un artista afrouruguayo, nacido en el emblemático barrio de la cultura negra uruguaya: el barrio Palermo de Montevideo. Radicado en la Ciudad de Buenos Aires desde la década de 1970, conforma la población negra en Argentina. Jimmy es vocalista de candombe y otros ritmos afro platenses, así como también de jazz y rock. Como actor de teatro se destacó en la emblemática ópera rock Hair de los tempranos 70 en Buenos Aires. En 1977 se unió a Raíces, banda que fusiona el candombe, el rock y el jazz. Ya en la década de 1990 formó el grupo Afrocandombe junto con Pedro Conde, Juan Candamia y Jorge ''Araña'' Luna, con quienes lanzó el único disco de la banda, Suena el Río.

## Discografía de Jimmy Santos con Raíces

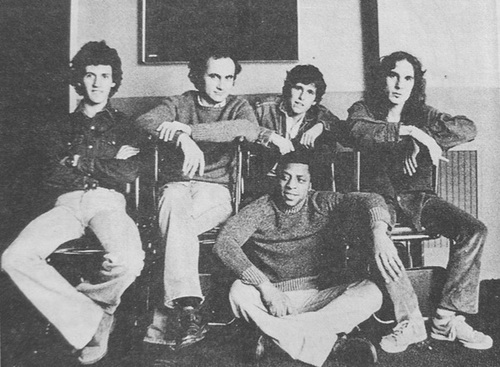
Grupo Raíces: Cuadro, Bengolea, Andrés Calamaro, Beto Satragni y Jimmy Santos, 1980.

| Disco                       | Banda  | Año  | Tipo    |
| --------------------------- | ------ | ---- | ------- |
| B.O.V.dombe                 | Raíces | 1978 | Estudio |
| Los Habitantes de la Rutina | Raíces | 1980 | Estudio |
| Empalme                     | Raíces | 1995 | Estudio |
| Ey Bo Road                  | Raíces | 1997 | Estudio |
| Raíces, en vivo             | Raíces | 1999 | Vivo    |
| Raíces, 30 años             | Raíces | 2008 | Estudio |